# キンディー

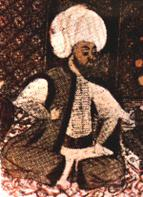
キンディー

アブー・ユースフ・ヤアクーブ・イブン・イスハーク・アル＝キンディー（アラビア語: أبو يوسف يعقوب ابن إسحاق الكندي; Abū-Yūsuf Yaʿqūb ibn Isḥāq al-Kindī, 801年 - 873年?）は中世イスラームの哲学者、科学者、数学者、音楽家。広範な分野の著作のアラビア語訳を行い、諸分野、特にイスラーム哲学の基礎を作った人物である。数学を基礎として、天文学、医学、光学、政治学、弁論術、音楽論などから哲学に及ぶ広範囲にわたる著作二百数十点を著わした。ヨーロッパ語圏では、ラテン語化されたアルキンドゥス（Alkindus）の名でも知られている。 また、ペルシア人やユダヤ人の学者の多い中で、数少ないアラブ系の部族にルーツを持つ偉大な哲学者の1人であったので、「アラブの哲学者」という敬称も持つ。

## 生涯
イラク・クーファの生まれ。5世紀から6世紀かけて、アラビア半島の北部から中央部のナジュド高原のアラブ遊牧民を統合してキンダ朝を築いた名族キンダ族にルーツを持つ。父親は、クーファの役人であった。
キンディーは、クーファのほか、バスラやバグダードで学んだ。彼の知識は抜群であり、アッバース朝の時のカリフ、マアムーンの目に止まり、キンディーはバクダードの知恵の館に呼ばれた。知恵の館は、ギリシア哲学やギリシア科学の著作をアラビア語に翻訳をする中心的な施設でキンディーは当地でアリストテレスの哲学書やプトレマイオスの『地理学』などを翻訳した。彼自身はギリシア語を解さなかったようだが、ギリシア語文献からの翻訳の依頼や、生粋のアラブの名族のひとりとして豊富なアラビア語の知識を生かし、それらの翻訳指導にあたっていた。特に、アラビア語による哲学語彙の確立に多大な貢献をしている。翻訳した範囲も哲学・地理学・論理学・医学・物理学・数学・天文学にも及びその翻訳書数も、260に及ぶという（しかし翻訳の大半は散逸してしまい、わずかに40程の作品が現存する）。
百科全書的に広範な分野に知識を持っており、当時は一級の学者としてその名が知られていた。特にキンディーはこの翻訳活動を通じて、イスラム世界にギリシア哲学、特にアリストテレスの哲学を移入させた功績は大きい。ギリシア思想などの外来の学問の浸透に批判的なアラブの保守層に対抗して真理の探究とその普遍性について説いた。また、彼の思想的特徴としては、神による無からの創造や啓示の優位性など、「完全なる一者」から創造がはじまったとするプロティノス系の流出説が優位となる後世の哲学者たちには見られないものがある。マアムーンに続くカリフ・ムウタスィムのもとでも活躍し、当時のヨーロッパのキリスト教文明圏で哲学が表舞台から退いていったのと対照的に、イスラームが哲学を継承していく機縁を作った。
特にキンディーの知性論の考え方は、後のイスラームの哲学者たちに引き継がれ、それは後のヨーロッパの中世哲学にも影響を与えたものになる。
また彼はフワーリズミーに先駆けて数学に暗号論を初めて導入した
しかし、やがてカリフが変わりワースィク、ムタワッキルの代になると、キンディーとの不和が生じた。さらに知恵の館に多くのライバルができ、さらには合理主義的なムウタズィラ派神学との親和性を持つキンディーの哲学は正統派イスラーム神学者たちから激しい迫害を受け、一時期著作も没収された。こうして不遇のうちに873年（866年という説もある）に没した。
著書「知性に関する書簡」が、『中世思想原典集成.11　イスラーム哲学』（平凡社、2000年）に日本語訳されている。